# Політика відкритих дверей
Політика відкритих дверей — політична доктрина США, яка проводилась в Китаї у 1899-1949, початок і основу якої поклали дипломатичні заяви Державного секретаря Джона Гея. Суть такого політичного курсу полягала в тому, що в Китаї повинна проводитися вільна торгівля і вільне проникнення капіталів, що відкривало доступ американському бізнесу у Китаї.
Політика була викладена в «Ноті відкритих дверей» від 6 вересня 1899 року, яку було надіслано провідним європейським державам. Щоб запобігти "розрізанню Китаю, як дині", як це робилося в Африці, у ноті містилося прохання до держав тримати Китай відкритим для торгівлі з усіма країнами на рівних засадах і заклик до всіх держав у межах їхніх сфер впливу утримуватися від втручання в роботу будь-якого договірного порту або від будь-яких корисливих інтересів, дозволити китайській владі збирати тарифи на рівних засадах і не надавати преференцій власним громадянам у питаннях портових зборів або залізничних тарифів. Ця політика була прийнята великими державами неохоче, якщо взагалі була прийнята, і вона не мала юридичного статусу або механізму примусу до виконання. У липні 1900 року, коли держави планували втручання для придушення боксерського повстання, спрямованого проти іноземців, Гей розповсюдив Другу ноту відкритих дверей, яка підтверджувала ці принципи. Протягом наступних десятиліть американські політики і національні діячі продовжували посилатися на політику відкритих дверей як на базову доктрину, а китайські дипломати апелювали до неї, шукаючи американської підтримки, але критики вказували на те, що ця політика мала мало практичного ефекту.
Термін «Відкриті двері» також описує економічну політику, ініційовану Ден Сяопіном у 1978 році, щоб відкрити Китай для іноземного бізнесу, який хотів інвестувати в країну. Ця політика започаткувала економічну трансформацію Китаю. У 20-му та 21-му століттях такі вчені, як Крістофер Лейн з неореалістичної школи, узагальнили використання терміна до застосування в "політичній" політиці відкритих дверей та "економічній" політиці відкритих дверей країн загалом, які взаємодіють на глобальному чи міжнародному рівні.

### Передумови
Теорія політики відкритих дверей виникла з британської комерційної практики, що знайшло відображення в договорах, укладених з Китаєм династії Цін після Першої опіумної війни(1839-42 рр.), які включали положення про режим найбільшого сприяння, покликані унеможливити отримання переваг будь-якою однією країною. Ця концепція була розглянута на Берлінській конференції 1885 року, яка проголосила, що жодна держава не може стягувати преференційні мита в Конго. Як концепція і політика, політика відкритих дверей була принципом, який ніколи не був офіційно закріплений договором або міжнародним правом. На нього посилалися або згадували, але він ніколи не застосовувався як такий. Політика зазнала краху в 1931 році, коли японці захопили і утримували Маньчжурію, незважаючи на міжнародне несхвалення. Технічно термін "політика відкритих дверей" можна застосувати лише до заснування Китайської Народної Республіки в 1949 році. Після приходу до влади Ден Сяопіна в 1978 році цей термін позначав політику відкритості Китаю для іноземного бізнесу, який хотів інвестувати в країну, що дало поштовх економічним перетворенням сучасного Китаю.